# سینیت (بازی)

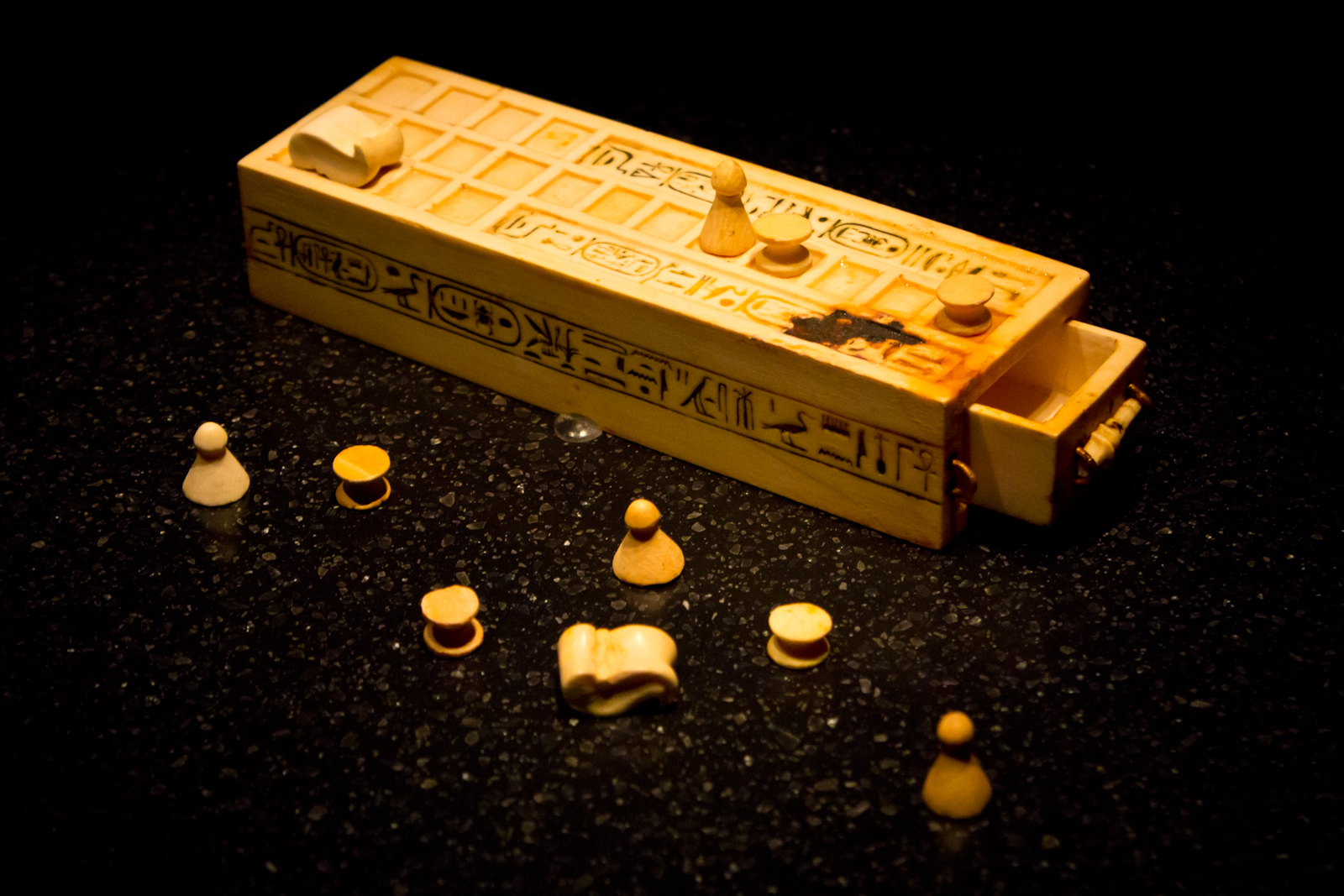
یک صفحه بازی سینیت همراه با مهره‌هایش که از مقبره‌ای مربوط به توتان خامون اصالتاً از شهر تبس بدست آمده‌است.

سینیت یا سنت (Senet) یک بازی تخته‌ای از مصر باستان است که کهنترین هیروگلیفهایی که در مورد آن نوشته شده‌است، دیرینگی آن را به ۳۱۰۰ سال پیش از میلاد می‌رساند. نام این بازی در زبان مصری به معنی «بازی گذشتن» است.